# Gare de Reni-Nalivna
 (signalé en juin 2025).
Si vous disposez d'ouvrages ou d'articles de référence ou si vous connaissez des sites web de qualité traitant du thème abordé ici, merci de compléter l'article en donnant les références utiles à sa vérifiabilité et en les liant à la section « Notes et références ».
- Archive Wikiwix
- Bing
- Cairn
- DuckDuckGo
- E. Universalis
- Gallica
- Google
- G. Books
- G. News
- G. Scholar
- Persée
- Qwant
- (zh) Baidu
- (ru) Yandex
- (wd) trouver des œuvres sur Wikidata

La gare de Reni-Nalivna, (ukrainien : Рені-Наливна́ ) est une gare ferroviaire ukrainienne située à Reni, dans l'oblast d'Odessa.

## Situation ferroviaire
Elle se situe sur la sur la ligne Abaklia — Giurgiulesti. Elle est l'une de trois gares de la ville avec la gare de Reni.

## Service des voyageurs

### Desserte
Elle est à la fois une gare de marchandise et une gare pour passagers.